# Mithuben Petit
Mithuben Hormusji Petit (11 aprile 1892 – 16 luglio 1973) è stata un'attivista indiana, pioniera dell'indipendenza dell'India, participante alla marcia del sale di Mahatma Gandhi.

## Biografia

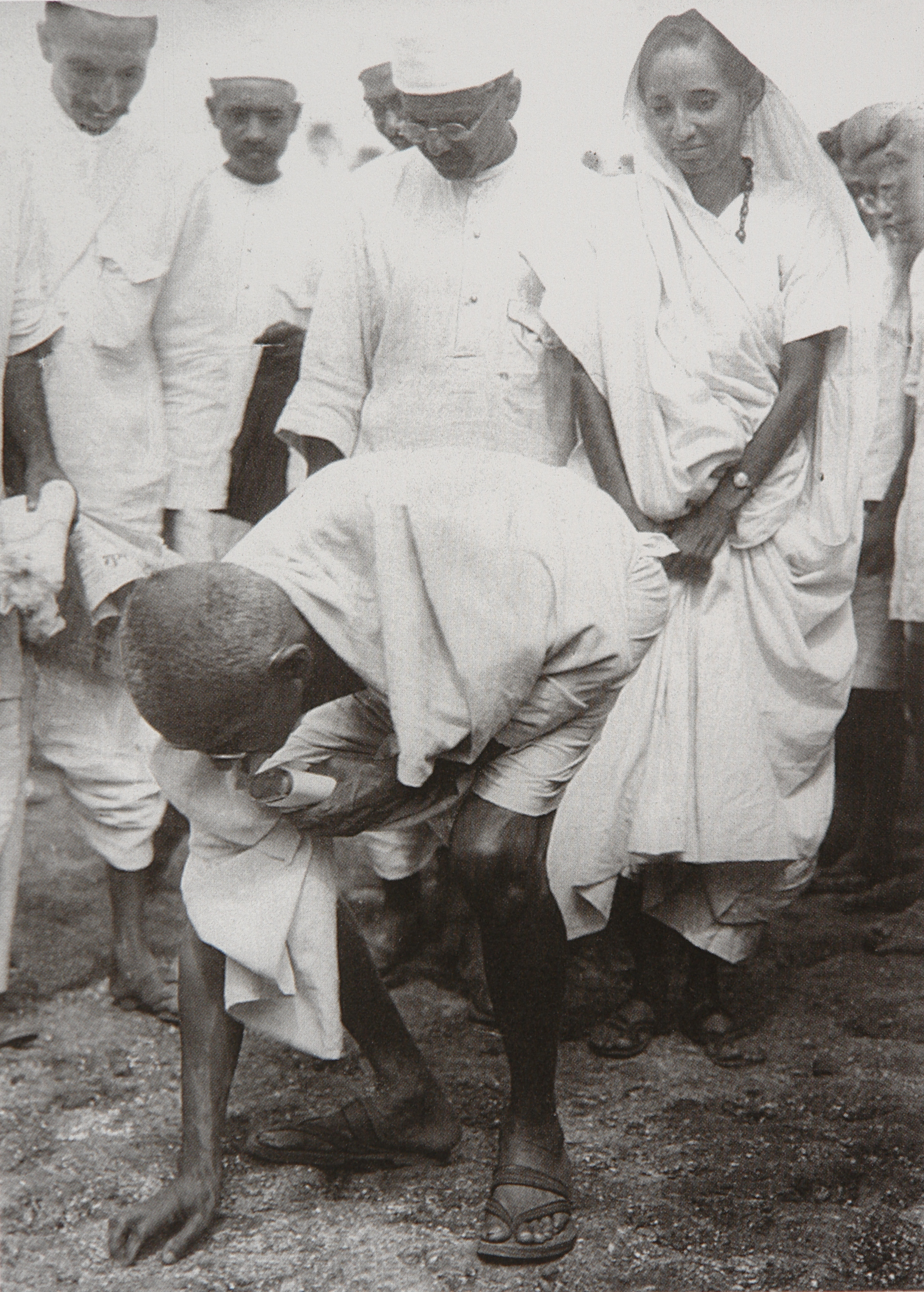
Mahatma Gandhi a Dandi il 5 aprile 1930. Dietro di lui c'è il secondo figlio Manilal Gandhi e Mithuben Petit.

Nacque l'11 aprile 1892 in una famiglia Parsi benestante di Mumbai, figlia del Sir Dinshaw Maneckji Petit, noto industriale e baronetto.

### Movimento indipendentista indiano
La giovane Petit fu influenzata dalla sua zia materna che era una seguace di Gandhi ed era la segretaria della Rashtriya Stree Sabha. Insieme a Kasturba Gandhi e Sarojini Naidu giocò un ruolo importante nella Marcia del sale, con Kasturba Gandhi che iniziò la marcia a Sabarmati, Sarojini Naidu che sollevò il sale per la prima volta a Dandi il 6 aprile 1930 e Petit in piedi, dietro Mahatma Gandhi mentre ripeteva la violazione di Bhimrad il 9 aprile 1930. La marcia fu uno degli eventi più importanti del movimento indipendentista indiano. Nel periodo in cui le donne passavano in secondo piano (a causa della cultura patriarcale in quel tempo in India), Mithuben Petit fu una delle tre donne che svolgevano un ruolo fondamentale nella marcia e nella disobbedienza civile contro le tasse sul sale. Partecipò al Bardoli Satyagraha del 1928, una campagna per l'abolizione delle tasse contro l'Impero anglo-indiano dove lavorò sotto la guida di Sardar Patel. Fu determinante nel movimento anti-liquori in India e trascorse del tempo con Mahatma Gandhi spiegando le difficoltà sul problema dei liquori avute con le tribù del Gujarat.

### Lavoro nel sociale

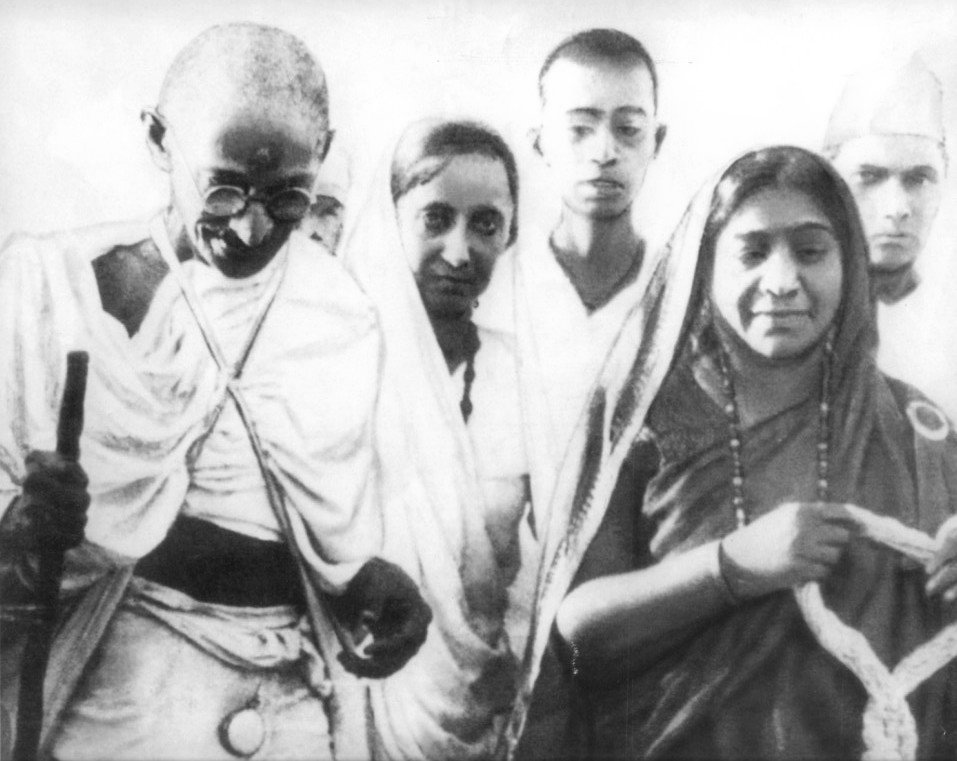
Mahatma Gandhi, Mithuben Petit, e Sarojini Naidu nel 1930

Mithuben Petit fondò un Āśrama in Maroli chiamato Kasturba Vanat Shala che insegnava ai bambini svantaggiati delle famiglie di Adivasi, Harijans e dei pescatori, lo spinning, la cardatura, la tessitura, la produzione di latte, il lavoro in pelle e il cucito che prevedeva un corso finalizzato al diploma, per rendere le donne autosufficienti. Aprì un ospedale con lo stesso nome per il trattamento di pazienti con malattie mentali.
Morì il 16 luglio 1973.

## Riconoscimenti
Nel 1961 Mithuben Petit ricevette il Padma Shri per il suo impegno sociale.